# كريستيان أوفييدو
كريستيان أوفييدو (بالإسبانية: Cristián Oviedo)‏ هو لاعب كرة قدم تشيلي في مركز قلب الدفاع، ولد في 22 مايو 1980 في تالكاهوانو في تشيلي. لعب مع أوداكس إيتاليانو وإيفرتون دي فينا ديل مار وديبورتيس إيكيكي ونادي أوهيجينس وهواتشيباتو.